# Tour-en-Sologne
Tour-en-Sologne és un municipi francès, situat al departament del Loir i Cher i a la regió de Centre – Vall del Loira. L'any 2007 tenia 885 habitants.

## Demografia

### Població
El 2007 la població de fet de Tour-en-Sologne era de 885 persones. Hi havia 356 famílies, de les quals 68 eren unipersonals (28 homes vivint sols i 40 dones vivint soles), 144 parelles sense fills, 132 parelles amb fills i 12 famílies monoparentals amb fills.
La població ha evolucionat segons el següent gràfic:
Habitants censats

### Habitatges
El 2007 hi havia 425 habitatges, 358 eren l'habitatge principal de la família, 43 eren segones residències i 24 estaven desocupats. 416 eren cases i 4 eren apartaments. Dels 358 habitatges principals, 304 estaven ocupats pels seus propietaris, 47 estaven llogats i ocupats pels llogaters i 7 estaven cedits a títol gratuït; 1 tenia una cambra, 20 en tenien dues, 46 en tenien tres, 92 en tenien quatre i 199 en tenien cinc o més. 321 habitatges disposaven pel capbaix d'una plaça de pàrquing. A 145 habitatges hi havia un automòbil i a 191 n'hi havia dos o més.

### Piràmide de població
La piràmide de població per edats i sexe el 2009 era:
| Homes | Edats   | Dones |
| ----- | ------- | ----- |
| 0     | 95 o +  | 0     |
| 8     | 90 a 94 | 0     |
| 8     | 85 a 89 | 16    |
| 4     | 80 a 84 | 20    |
| 24    | 75 a 79 | 12    |
| 12    | 70 a 74 | 44    |
| 20    | 65 a 69 | 8     |
| 12    | 60 a 64 | 16    |
| 24    | 55 a 59 | 20    |
| 16    | 50 a 54 | 36    |
| 24    | 45 a 49 | 24    |
| 40    | 40 a 44 | 40    |
| 48    | 35 a 39 | 36    |
| 40    | 30 a 34 | 44    |
| 28    | 25 a 29 | 24    |
| 20    | 20 a 24 | 8     |
| 28    | 15 a 19 | 12    |
| 36    | 10 a 14 | 20    |
| 24    | 5 a 9   | 44    |
| 32    | 0 a 4   | 20    |

## Economia
El 2007 la població en edat de treballar era de 560 persones, 431 eren actives i 129 eren inactives. De les 431 persones actives 416 estaven ocupades (214 homes i 202 dones) i 15 estaven aturades (4 homes i 11 dones). De les 129 persones inactives 64 estaven jubilades, 40 estaven estudiant i 25 estaven classificades com a «altres inactius».

### Ingressos
El 2009 a Tour-en-Sologne hi havia 374 unitats fiscals que integraven 931,5 persones, la mediana anual d'ingressos fiscals per persona era de 19.913 €.

### Activitats econòmiques
Dels 26 establiments que hi havia el 2007, 1 era d'una empresa extractiva, 2 d'empreses alimentàries, 1 d'una empresa de fabricació d'altres productes industrials, 5 d'empreses de construcció, 4 d'empreses de comerç i reparació d'automòbils, 4 d'empreses d'hostatgeria i restauració, 1 d'una empresa d'informació i comunicació, 1 d'una empresa financera, 5 d'empreses de serveis, 1 d'una entitat de l'administració pública i 1 d'una empresa classificada com a «altres activitats de serveis».
Dels 6 establiments de servei als particulars que hi havia el 2009, 3 eren fusteries, 1 perruqueria i 2 restaurants.
L'únic establiment comercial que hi havia el 2009 era una fleca.
L'any 2000 a Tour-en-Sologne hi havia 19 explotacions agrícoles que ocupaven un total de 572 hectàrees.

## Equipaments sanitaris i escolars
El 2009 hi havia una escola elemental integrada dins d'un grup escolar amb les comunes properes formant una escola dispersa.

## Poblacions més properes
El següent diagrama mostra les poblacions més properes.